# Iwona Mielewczyk
Iwona Teresa Mielewczyk z domu Adamska (ur. 18 września 1965 w Słupsku) – polska samorządowiec i nauczycielka, w 2024 członek zarządu województwa pomorskiego VII kadencji.

## Życiorys
Absolwentka Wyższej Szkoły Pedagogicznej w Słupsku. Kształciła się podyplomowo w zakresie organizacji i zarządzania oświatą w Gnieźnieńskiej Wyższej Szkole Humanistyczno-Menadżerskiej oraz kształcenia integracyjnego w Akademii Pedagogiki Specjalnej w Warszawie. Uzyskała rangę nauczyciela mianowanego. Od 1994 uczyła w szkole podstawowej w Siemirowicach, a od 1995 w Cewicach. W 2000 została wicedyrektor, a w 2005 dyrektor tej ostatniej placówki (w 2006 przekształconej w zespół szkół). Później od 2016 do 2018 pracowała jako pedagog w szkole w Cewicach, a od 2018 kierowała szkołą podstawową w Łebuni.
W latach 1998–2000 zasiadała w radzie gminy Cewice. Zaangażowała się w działalność polityczną w ramach Platformy Obywatelskiej. W 2010 i 2014 kandydowała do rady powiatu lęborskiego, w 2019 i 2023 do Sejmu, zaś w 2024 do Parlamentu Europejskiego. W 2018 i 2024 wybierana do sejmiku pomorskiego. 24 czerwca 2024 została powołana na stanowisko członka zarządu województwa pomorskiego. 29 lipca tego samego roku odwołana ze stanowiska po złożeniu dymisji (w wyniku międzypartyjnych ustaleń zastąpiła ją Agnieszka Baranowska z Polski 2050).